# 卢克·天行者
路克·天行者（英語：Luke Skywalker）是一名為乔治·卢卡斯导演的科幻电影《星球大战》正傳三部曲中的主要人物。由馬克·漢米爾飾演。為反抗軍同盟與銀河帝國抗爭的重要角色，同時也是反抗軍領袖莉亞公主的雙胞胎哥哥、走私客韓蘇洛的朋友、絕地大師歐比王·「班」·肯諾比及尤達大師的學徒以及墮落原力黑暗面的絕地安納金·天行者（黑武士）與前納布星女王佩咪·艾米達拉的兒子。

## 生平

### 經典三部曲
路克是安納金·天行者和佩咪·艾米達拉的長子，在出生後不久被歐比王帶回塔圖因交給歐文·拉爾斯收養，長大的他常常望著天空編織著翱翔銀河的夢想。十九歲時因缘际会之下買到机器人C-3PO和R2-D2，並從後者的資料庫中發現了莉亞公主的求救信，最後也認識了歐比王（班），歐比王告訴路克有關安納金的事蹟和絕地武士的故事，但有所保留的說一個叫達斯·維達的西斯领主殺了安纳金·天行者。路克因帝國軍殺害養父母而決心向歐比王學習原力和絕地武士之道，並結交了千年鷹號的韓·索羅及丘巴卡。可是眾人在將死星藍圖送回莉亞公主那時才發現莉亞公主的母星──奧得朗已被死星完全摧毀，千年隼也被死星擄獲。路克和韓雖然成功救出公主，但歐比王在看到路克等人逃脫時，一瞬間放棄了鬥志，在達斯·維達砍來的一瞬間化身成絕地英靈，隨後路克來到反抗軍位於雅汶星系的秘密基地，並成為攻堅死星的X翼戰機飛行員之一，最後在死星的血戰下，藉由化身成絕地英靈的歐比王指引和韓的幫助下炸毀死星。
雅汶戰役三年後反抗軍遷到冰雪行星霍斯，路克在一次意外中受到死去的歐比王指引去尋找尤達大師學習原力，帝國在霍斯獲勝後路克來到沼澤行星達哥巴，一開始他碰到一個怪怪的小老頭糾纏，後來才知道他才是尤達大師，在尤達教導下路克學習原力之道，但因恐懼莉亞和韓被帝國俘虜而中斷學習去救人，最後才得知這是達斯·維達的陷阱，路克也因不敵達斯·維達的力量而被砍了右手，但讓路克更驚訝的是達斯·維達表明自己就是路克的父親，後來路克被莉亞、藍多救走並接上義肢。
一年後路克等人救回韓，並想完成絕地的訓練，但尤達早已活到盡頭，臨死之前告訴路克，現在是要真正面對達斯·維達，並且表明了莉亞是路克的妹妹，路克、韓、莉亞、丘巴卡被分配到要破壞二號死星的防禦系統的任務。恩多戰役爆發，帝國皇帝達斯·西帝（白卜庭）試圖讓路克陷於黑暗面，但路克頑強抵抗，皇帝忍不住直接對路克電擊，試圖殺死他，但黑武士在看著兒子被電擊的痛苦以及對於自己的求救，最終心底的光明面終於爆發，他把皇帝丟下反應爐，但自己也因為維生系統壞掉而即將死去。最後路克焚烧了安納金的尸体。
死星和皇帝的毀滅使銀河獲得解放，在慶功宴上，路克看見了歐比王、尤達、還有其父安纳金·天行者的絕地英靈。

### 經典三部曲與後傳三部曲之間
在恩多之役之後，亞蘇卡·譚諾拜訪路克的新絕地學院。
在《曼達洛人》第二季中，當銀河帝國殘餘勢力的領導者星區長吉迪恩，從賞金獵人曼達洛人丁·賈林手中綁架「孩子」格羅古（Grogu）後，丁·賈林、博卡坦與波巴·費特等人進攻吉迪恩的戰艦。關鍵時刻路克與R2-D2駕駛X翼戰機前來營救，並將屬於絕地武士的格羅古帶回。
在《波巴·費特之書》中，路克解救丁·賈林等人並把格羅古帶回後不久，在一顆星球上利用「螞蟻機器人」（Ant droid）建造新絕地學院，與此同時，並通過教導和訓練的方式幫助格洛古恢復記憶(包括當時的絕地大屠殺)，使格羅古回憶起以前在舊絕地武士團所學的原力使用技能以做到基本的自我保護。在期間，丁·賈林送來一件為格羅古打造的小型曼達洛護甲並交給亞蘇卡，由她轉交給路克，之後亞蘇卡與路克碰頭轉交了禮物，當路克提到格羅古「有時我會懷疑他心不在此」，亞蘇卡則回以「很像你的父親」，在完工不久的絕地學院裏面，路克拿出尤達大師使用過的光劍和丁·賈林送來的曼達洛護甲讓格洛古二選一，是要繼承絕地的光劍還是選擇曼達洛護甲，如果選擇曼達洛護甲就能回到丁·賈林的身邊即代表放棄絕地的身份，也意味着格羅古將屈服於情感的羈絆，無法放下所愛之人，也等於放棄了絕地之道，選擇尤達大師的光劍，便將成為路克新絕地學院的第一名學徒，永遠屏棄一切情感雜念，一心學習絕地之道，代價是再也見不到曼達洛人丁·賈林。（此時路克展現出舊絕地教條中迂腐的思維）
註：<傳奇> 中的路克不但不會守著舊絕地組織中僵化的教條，反而允許自己建立的新絕地組織學徒們有自己的情感羈絆，並同時學習著原力的光明面與黑暗面

### 後傳三部曲
路克在解放銀河後成為全銀河碩果僅存的正式絕地武士，身繫全銀河希望的路克重建絕地學院，訓練絕地武士，後來更重建新絕地議會，令一度絕跡的絕地武士重現於世。但後來外甥兼愛徒班·索羅墮入黑暗面，改名換姓成為凱羅·忍並投向邪惡的第一軍團，其後更屠滅重新建立的絕地武士團、之後又以弒星者基地炸毀新共和國現任首都、甚至親手弒父。路克覺得自己應該要負上所有責任，之後自我放逐且沒任何音訊。直至R2-D2從休眠中蘇醒，投射出能夠與BB-8持有的，顯示路克所在的位置的一部份地圖搭配的完整地圖，之後芮（Rey）駕駛千年鷹號，帶著路克的光劍來到他面前。
由于有着前车之鉴---其外甥班·索羅因他而堕入黑暗面，毁灭了他所造就的一番心血，致使他心灰意冷，對絕地訓練懷疑與不信任的他已不愿意再重建绝地武士团，所以起初路克对芮（Rey）态度冷淡，不愿意训练芮（Rey），直到R2-D2播出莉亞公主當年向歐比王求救的片段，路克才勉强愿意对芮（Rey）进行短期的训练。對於訓練芮，路克內心與行為充滿了矛盾：路克批評與不滿絕地的教條 ，卻又小心的珍藏絕地書籍。
原來，打倒帝國後，路克開始朝著大家希望他成為絕地大師的角色走去。作為全銀河唯一真正的絕地武士，他選擇扛下所有人的期待，披上傳統的絕地大師服裝，重建聖殿 ，召集有天分的學員給予訓練。當路克發現自己的外甥班·索羅陷入光明與黑暗的抉擇時，背負復興絕地使命的路克無法找到解決方法。面對莉亞和韓的罪惡感，加上擔心重蹈父親安納金的錯誤，重重壓力迫使路克內心極度脆弱和恐懼，最終犯下致命的行為， 將外甥兼愛徒班·索羅推向黑暗面。是造成路克心性大變的原因之一。
在芮離開後，路克與尤達大師的英靈再度會面，在見證尤達毀掉最初的絕地聖殿後，大師的勸解令路克放下了心結，为了掩护抵抗勢力，路克使用戰鬥冥想与第一軍團对持，使抵抗勢力成功撤退。而路克耗盡了所有力氣和精神與凱羅·忍對峙，並化為絕地英靈安詳逝去。
芮因得知自己父母死亡的真正原因以及被強烈的憤怒和復仇慾望壓制，加上擁有絕地武士身份而拒絕凱羅·忍的建議，並與其展開光劍激戰，儘管途中莉亞·歐嘉納用盡原力向兒子勸導回頭，最後死亡。使原本佔到上風的忍因母親之死大受動搖而感到錯愕，但芮趁隙刺中忍一劍; 恢復清醒的她對忍仍舊懷抱光明的希望，就用原力治癒了對方。但芮對於在戰鬥中沉浸於憤怒而幾乎陷入原力黑暗面成為西斯的自己感到恐懼，更懼怕自己會重複導師路克·天行者犯下致命失誤的覆轍而淪為如祖父白卜庭一樣的西斯惡魔，因此動身前往阿奇托星隱居。
出於對自己的恐懼，芮打算把自己作為絕地武士擁有的光劍燒掉，猶疑之際，化身成絕地英靈的路克出現，並阻止芮的魯莽行為，他鼓勵芮要努力面對自己身世的真相; 尤其是能定義自身的不是她背後的西斯血統，而是她自己做出的選擇， 他指出所有絕地英烈都會活在任何一位絕地武士的心中，並將莉亞在絕地學徒時期使用的光劍交給芮，讓她重新振作; 同時也在芮和班幾乎完全不敵白卜庭的時機與其他絕地大師英靈再度出現提供激勵，協助她徹底擊殺白卜庭。
最後，芮來到塔圖因星的路克之故居旁邊，將天行者家族的光劍埋藏於此，並在路克與莉亞的絕地英靈的肯定下，繼承其姓氏名為芮·天行者，手中也展示了自己製作的金黃色光劍，象徵將以絕地武士身分延續及守護絕地的信仰。

## 個性

### 青年时代
像年轻时的父亲安纳金·天行者，路克情感丰富强烈，嫉恶如仇，勇敢忠诚，对朋友充满信任与关爱。当感到韓蘇洛和莉亞公主等人陷入危险时，他能不顾个人安危和尤达大师的挽留，执意前往貝斯平营救。与师父欧比旺和尤达不同，卢克不是一个传统的绝地武士。得知达斯·维达就是自己的父亲后，他对其依然有强烈的感情，不愿听从师父们的意见杀死父亲，而是坚信父亲心中依然有良知存在，可以给父亲自我救赎的机会。在最后与父亲的决战中击败对方后，一度沉浸于黑暗面原力带来的愤怒情绪的他，没有被皇帝所蛊惑，而是选择了留给父亲一条生路。最终达斯·维达以生命的代价，杀死皇帝，拯救了卢克，实现了原力之子摧毁西斯、为原力恢复平衡的古老预言。

### 晚年
透過原力的預知，路克知道自己的外甥班·索羅將會毀掉重建的絕地武士團，苦惱於是否該除去班的時候卻因為班的驚醒導致他墮入黑暗面，新的絕地武士團也因此滅亡，自己花了幾十年重建絕地的努力徹底付之一炬; 認為自己有責任、也不再認為絕地教條是正確的路克於是選擇了自我放逐，個性也變得偏激、孤僻。
芮的到來令路克有些改變，但當年的毁滅性失敗和長期偏見使他已不再相信光明，對於芮的指導有時只會敷衍帶過，讓芮對他感到有些失望。
不過在恩師尤達的英靈勸慰下，重拾信心的路克決定將希望託付給芮，選擇犧牲自己救出了抵抗勢力的成員; 並以絕地英靈的身份兩度幫助芮走出恐懼和絕望，成功幫助她徹底擊殺白卜庭以阻止銀河帝國的再度崛起。

## 武器

### 光劍
路克一生中使用过2支光劍，藍色和綠色。藍色光劍是安纳金·天行者成為黑武士(西斯)之前還是絕地武士時期的光劍，後來歐比王和安纳金（已成為黑武士）在穆斯塔法星決戰之後，被歐比王带走和保存，後給路克使用。在路克和達斯·維達決戰時，達斯·維達砍了路克的右手，右手連手中的藍色光劍一起丢失。在《星際大戰：原力覺醒》中，這把光劍在塔可达纳星（Takodana）做为休息站经营者玛兹·卡娜塔的收藏品再次出现，并最终由芮（Rey）送還给路克。綠色光劍是路克自己参照歐比王·肯諾比的光剑制作的，在《星際大戰六部曲：絕地大反攻》開始使用。

### 槍枝
卢克先後用了2支爆能槍。第一支是卢克在星戰四部曲時用來防備塔圖因上的砂人，不過被砂人破壞。第二支是卢克在星戰五部曲時用的DL-44爆能槍，是卢克到了沼澤行星達哥巴後用來自衛的。

## 師徒

### 師父
- 尤達（絕地，已故）

### 啟蒙老師
- 歐比王·肯諾比（絕地，已故）

### 徒弟
- 格羅古：絕地學徒→選擇回到曼達洛人／丁·賈林的身邊(非正式弟子)
- 莉亞公主：非正式弟子，仅通过路克的絕地教学，学习以原力感應、不需接觸就能移動物件和身體能力強化等能力。但在訓練期間感應到她的絕地訓練將為她帶來失去兒子的悲痛事實，因此在訓練的最後一日把自己的光劍交給路克，並告訴路克日後將會有真正適合的人拾起她的光劍。
- 新生代的絕地武士們：絕地學徒→絕地武士，因班·索羅背叛路克並加入第一軍團而大部分被他屠殺殆盡，極少部分則跟班·索羅加入第一軍團。
- 班·索羅：絕地學徒→原力黑暗面，而背叛路克並加入第一軍團摧毀新生代的絕地武士。
- 芮：最後餘生所教的絕地學徒，也是路克最後認定繼承人。

## 评价
2008年，卢克·天行者被《帝國雜誌》杂志評為史上百大的電影人物中第五十四位。2015年时，卢克·天行者被《帝國雜誌》杂志评为有史以来第50个最伟大的电影人物，同时也被评为《星球大战》中第3最伟大的人物。美国电影学会也就他评入百年百大英雄與反派。Fandomania.com也将其评入100个最伟大的虚拟角色名单中，排名第14。IGN评价卢克为《星球大战》中的第四个顶级角色，并且两次被IGN的读者选为他们最喜欢的星球大战角色之一。

## 外部連結
- Luke Skywalker Official Page at StarWars.com
- The World of Star Wars on Yahoo! （页面存档备份，存于）
- Wookieepedia上的相关条目：Luke Skywalker
- 互联网电影数据库上卢克·天行者的资料
- Luke Skywalker （页面存档备份，存于） at The World of Star Wars